# Husejn Hassan Oneissi
Husejn Hassan Oneissi, Hassan Aneissy lub Hussein Hassan Issa (ur. 11 lutego 1976 r. w Bejrucie) – libański terrorysta, związany z Hezbollahem. W 2011 r. Trybunał Specjalny dla Libanu wydał nakaz aresztowania go wraz z Mustafą Badr ad-Dinem, Salimem Ajjaszem i Assadem Sabrą, w związku z oskarżeniem o współudział w zamachu na byłego premiera Libanu, Rafika al-Haririego.